# Japhug
Le japhug (tibétain : ja phug) est une des langues rgyalrong de l'est (langue qianguique), parlée par environ 3 000 à 4 000 personnes, sur le Xian de Barkam (tibétain : འབར་ཁམས, Wylie : ʼbar khams, pinyin tibétain : Barkam, 马尔康县, mǎěrkāng xiàn), préfecture autonome tibétaine et qiang d'Aba, dans la province du Sichuan, en Chine. Elle est la langue principale des trois xiang (乡) de Gdong-brgyad (龙尔甲, lóngěrjiǎ), Gsar-rdzong (沙尔宗, shāěrzōng) et Da-tshang (大藏, dàzàng).
La variété de kɤmɲɯ (干木鸟, gànmùniǎo), un village de Gdong-brgyad, est présentée. Il y a cependant des divergences importantes entre dialectes du japhug, notamment dans la conjugaison.

## Généralités
Les locuteurs du japhug, comme ceux de toutes les langues rgyalrong, sont classés comme tibétains par l'administration et sont fermement persuadés de parler un dialecte tibétain, en dépit de la divergence considérable de leur langue avec toutes les formes de tibétain. Cette croyance est due au fait que japhug contient de nombreux emprunts au tibétain. Ceux-ci sont donc facilement reconnus par les locuteurs des dialectes Amdo par exemple, et les conduit à croire qu'il s'agit d'une langue du même groupe.
D'autre part, il faut considérer que les dialectes tibétains eux-mêmes présentent des divergences importantes empêchant l'intercompréhension, tout spécialement certains dialectes isolés de l'est, parlés non loin de l'aire rgyalrong, tels que le zhongu ou le chosrje.
La langue japhug n'est pas immédiatement menacée et certains enfants l'apprennent encore, mais son avenir à plus long terme est difficile à prévoir, comme c'est le cas pour toutes les langues de la zone tibétaine.

## Système phonologique

### Consonnes
Comme les autres langues rgyalronguiques, le japhug a un système consonantique très riche comprenant 49 phonèmes consonantiques, :
|               | Bilabiales | Bilabiales | Bilabiales | Bilabiales | Dentales | Dentales | Dentales | Dentales | Rétroflexes | Rétroflexes | Rétroflexes | Rétroflexes | Alvéolo-palatales | Alvéolo-palatales | Alvéolo-palatales | Alvéolo-palatales | Palatales | Palatales | Palatales | Palatales | Vélaires | Vélaires | Vélaires | Vélaires | Uvulaires | Uvulaires | Uvulaires | Uvulaires |
| ------------- | ---------- | ---------- | ---------- | ---------- | -------- | -------- | -------- | -------- | ----------- | ----------- | ----------- | ----------- | ----------------- | ----------------- | ----------------- | ----------------- | --------- | --------- | --------- | --------- | -------- | -------- | -------- | -------- | --------- | --------- | --------- | --------- |
| Occlusives    | [p]        | [pʰ]       | [b]        | [mb]       | [t]      | [tʰ]     | [d]      | [nd]     |             |             |             |             |                   |                   |                   |                   | [c]       | [cʰ]      | [ɟ]       | [ɲɟ]      | [k]      | [kʰ]     | [g]      | [ŋg]     | [q]       | [qʰ]      |           | [ɴɢ]      |
| Nasales       |            |            | [m]        |            |          |          | [n]      |          |             |             |             |             |                   |                   |                   |                   |           |           | [ɲ]       |           |          |          | [ŋ]      |          |           |           |           |           |
| Fricatives    |            |            |            |            | [s]      |          | [z]      |          | [ʂ]         |             |             |             | [ɕ]               |                   | [ʑ]               |                   |           |           |           |           | [x]      |          | [ɣ]      |          | [χ]       |           | [ʁ]       |           |
| Affriquées    |            |            |            |            | [ts]     | [tsʰ]    | [dz]     | [ndz]    | [tʂ]        | [tʂʰ]       | [dʐ]        | [ndʐ]       | [tɕ]              | [tɕʰ]             | [dʑ]              | [ndʑ]             |           |           |           |           |          |          |          |          |           |           |           |           |
| Vibrantes     |            |            |            |            |          |          |          |          |             |             | [r]         |             |                   |                   |                   |                   |           |           |           |           |          |          |          |          |           |           |           |           |
| Latérales     |            |            |            |            |          | [ɬ]      | [l]      |          |             |             |             |             |                   |                   |                   |                   |           |           |           |           |          |          |          |          |           |           |           |           |
| semi-voyelles |            |            | [w]        |            |          |          |          |          |             |             |             |             |                   |                   |                   |                   |           |           | [j]       |           |          |          |          |          |           |           |           |           |

Dans la notation employée ici, le phonème /w/ est transcrit par certains de ses allophones [β] ou [f].
Le phonème /ʁ/ est réalisé comme une fricative épiglottale sonore en coda ou lorsqu'elle précède une autre consonne.
Les prénasalisées doivent être comptées comme un seul phonème, et ceci pour deux raisons. Premièrement, on trouve un phonème /ɴɢ/ comme dans [ɴɢoɕna] « grosse araignée », mais l'occlusive et la nasale n'apparaissent jamais de façon indépendantes. Deuxièmement, on trouve des groupes du type fricative + prénasalisée sonore comme [ʑmbri] « saule », mais jamais fricative + prénasalisée sourde.
Le japhug présente aussi la particularité de distinguer occlusives palatales de vélaires suivies de -j-; on trouve une paire minimale comme [co] « vallée » et [kio] « faire glisser ». Une opposition existe aussi avec l'affriquée alvéolo-palatale comme dans [tɕoʁtsi] « table » (un emprunt chinois par l'intermédiaire du tibétain).
On compte au moins 339 groupes de consonnes différents en japhug, davantage qu'en tibétain ancien ou dans la plupart des langues indo-européennes. Parmi les groupes typologiquement inhabituels, outre ceux du type fricative + prénasalisée mentionnés plus haut, on trouve des groupes dont le premier membre est une semi-voyelle, comme [jla] « hybride de yak et de vache (appelés en tibétain mdzo) ».

### Voyelles
Les japhug compte huit phonèmes vocaliques: /a/, /o/, /u/, /ɤ/, /ɯ/, /y/, /e/ et /i/. La voyelle /y/ n'est attestée que dans un seul mot natif : [qaɟy]« poisson » et ses dérivés, mais se retrouve aussi dans quelques emprunts au chinois.

## Phonologie historique

### Emprunts tibétains
Les langues rgyalrong sont sous l'influence de différentes variétés de tibétain depuis de nombreux siècles, et environ un quart de l'ensemble du vocabulaire du japhug est emprunté au tibétain. Ces emprunts préservent les groupes de consonnes et les consonnes finales du tibétain ancien, dont la plupart ont été simplifiés dans les dialectes modernes et ne nous sont connus que grâce à l'écriture tibétaine, fort conservatrice.
En particulier, les groupes à quatre consonnes initiales ont disparu dans toutes les formes de tibétain actuel, y compris le balti ou le ladakhi pourtant réputés pour leur archaïsme. En revanche, en japhug on trouve quelques exemples de ces groupes : bsgyur (passé ou futur de sgyur « changer ») est préservé comme [βzɟɯr] en japhug.
Distinguer les emprunts au tibétain des cognats (c'est-à-dire les mots hérités du stade sino-tibétain) est relativement aisé en utilisant la méthodologie développée dans Jacques (2004, 2008).

### Changements récents
Par rapport aux autres langues rgyalrong, le japhug présente certaines caractéristiques phonétiques. Premièrement, c'est la seule des langues rgyalrong à avoir perdu son système tonal. Il ne reste qu'un système d'accent rudimentaire.
Deuxièmement, la plupart des voyelles en syllabe fermée ont subi une centralisation :
- Proto-japhug *-ɔs/t/r/k > -ɤs/t/r/ɣ

Troisièmement, les anciennes occlusives finales sont devenues des fricatives, à l'exception de -t:
- *-k > -ɣ
- *-q > -ʁ
- *-p > -β

Quatrièmement, les groupes à deux occlusives se sont simplifiés par la lénition de l'une ou des deux occlusives:
- *pk- > pɣ-
- *kp- > βɣ-

Ce changement est partagé partiellement par le showu et le tshobdun.
Cinquièmement, le japhug présente un changement en chaîne dans les voyelles arrondies postérieures en syllabe ouverte:
- *-u > ɯ
- *-o > -u

## Marquage casuel
Comme les autres langues rgyalrong, le japhug est une à marquage ergatif sur les noms. L'agent des verbes transitifs est marqué par le clitique kɯ, probablement emprunté au tibétain gyis (Jacques 2009:129) :
| ʁdɤrʑi | kɯ      | ɬamu  | pa-mto   |
| rdorje | ergatif | Lhamo | AOR-voir |

Cette marque n'apparaît pas en revanche sur l'actant unique des verbes intransitifs ou sur le patient d'un verbe transitif.

## Ordre des mots
Comme dans la majorité des langues de cette région, le japhug est une langue strictement à verbe final. L'agent précède normalement le patient, mais dans la plupart des phrases les arguments peuvent être élidés.
Les adjectifs et les numéraux apparaissent après les noms :
| zgo      | kɯ-mbro   |
| montagne | NMLS-haut |

« Une haute montagne »

## Morphologie nominale

### Préfixes possessifs
L'expression de la possessive s'effectue non pas avec des pronoms possessifs, mais avec des préfixes, comparés ici avec les pronoms :
| personne | préfixe possessif | pronom |
| -------- | ----------------- | ------ |
| 1sg      | a-                | aʑo    |
| 1du      | tɕi-              | tɕiʑo  |
| 1pl      | ji-               | iʑo    |
| 2sg      | nɤ-               | nɤʑo   |
| 2du      | ndʑi-             | ndʑiʑo |
| 2pl      | nɯ-               | nɯʑo   |
| 3sg      | ɯ-                | ɯʑo    |
| 3du      | ndʑi-             | ʑɤni   |
| 3pl      | nɯ-               | ʑara   |

On remarque que les deuxième et troisièmes personnes du duel et du pluriel sont identiques. Contrairement au rgyalrong de l'est, on n'a pas d'opposition entre nous inclusif et exclusif en japhug.
Les préfixes possessifs sont quasiment identiques aux suffixes d'accord des verbes intransitifs.

### Possession inaliénable
Le japhug, comme les autres langues rgyalrong, présente une distinction entre possession aliénable et inaliénable. Les noms de parties du corps et de parentés sont tous préfixés de tɯ- ou tɤ-, par exemple: tɯ-jaʁ « main », tɯ-ku « tête ». Lorsqu'un préfixe possessif est ajouté (pour dire « ma main », « ma tête »), ce préfixe tɯ- disparaît: a-jaʁ « ma main », a-ku « ma tête ». Une forme comme a-tɯ-jaʁ est possible, mais cela signifierait alors « une main coupée (de quelqu'un d'autre) qui m'appartient ».
On retrouve une distinction similaire dans les langues algonquiennes.

## Morphologie verbale
La morphologie verbale du japhug est beaucoup plus riche que la morphologie nominale. Le japhug a un système très riche de dérivations, de nominalisation et un accord à la fois avec l'agent et le patient dans le cas des verbes transitifs.

### Dérivation
On trouve en japhug un nombre très important de dérivations, dont on ne pourra donner ici qu'un aperçu limité : causatif, antipassif, réfléchi, passif, applicatif, anticausatif et quelques exemples d'incorporation.

#### Causatif
Le causatif en japhug a trois allomorphes réguliers sɯ-, sɯɣ et z- dont la distribution est déterminée par la première consonne du radical verbal auquel ce préfixe s'attache. On trouve également un grand nombre d'allomorphes irréguliers pour un nombre restreint de verbes. Par exemple, le causatif de ngo « être malade » (attention, il ne s'agit pas de ŋgo) est ɕɯ-ngo et non **sɯ-ngo.

#### Passif
Le passif est marqué par un préfixe a- provenant de *ŋa- qui présente des alternances morphophonlogiques assez complexes (voir Jacques et Chen 2007).

#### Réciproque
Le réciproque est formé avec le préfixe du passif suivi d'une forme rédupliquée du radical verbal. Par exemple, de ndza « manger » on dérive a-ndzɯ-ndza « se manger les uns les autres ».

#### Anticausatif
L'anticausatif dérive un verbe intransitif à partir d'un verbe transitif en supprimant l'agent de celui-ci comme le passif. Toutefois, contrairement au passif, om un agent peut toujours être sous-entendu, avec l'anticausatif l'action est considérée comme se produisant de façon spontanée sans agent. Ainsi du verbe prɤt « couper (un fil) », on peut dériver un passif a-prɤt « être coupé (par quelqu'un) » ou un anticausatif mbrɤt « se couper (spontanément) ».
L'anticausatif se forme en transformant l'initiale sourde en prénasalisée. Un phénomène similaire se retrouve dans la plupart des langues sino-tibétaines; il s'agit de la préservation d'un très ancien procédé de dérivation.
La formation de l'anticausatif en japhug est plutôt rare (on ne trouve que seize verbes dérivés) mais toujours productive car au moins l'un d'eux χtɤr « éparpiller »> ʁndɤr « s'éparpiller » est un emprunt au tibétain gtor.

#### Antipassif
L'antipassif permet de transformer un verbe transitif en intransitif. Toutefois, contrairement au passif ou au causatif où c'est l'agent qui est supprimé, dans le cas de l'antipassif c'est le patient qui l'est.
En japhug, l'antipassif a deux formes rʌ- et sɤ- selon que le patient originel était non-humain ou humain.

#### Réfléchi
Le japhug, comme les autres langues rgyalrong, a un préfixe dérivationnel de réfléchi (distinct du réciproque) ʑɣɤ-. Par exemple ta « mettre » > ʑɣɤ-ta « s'adosser à ».
Ce suffixe peut s'associer avec le causatif dans des exemples tels que :
| mɯ-tu-kɤ-ʑɣɤ-sɯ-ndza          | ftɕaka | tu-βzu-ndʑi  | pjɤ-ŋu   |
| NEG-IPF-NMLS-REFL-CAUS-manger | moyen  | IPF-faire-DU | MED-être |

« Ils faisaient en sorte de ne pas être mangés. » (exemple tiré d'une histoire que l'on peut trouver dans l'archive du lacito ou dans Jacques 2008).

#### Incorporation
L'incorporation est un procédé de composition par lequel une racine nominale est intégrée au radical verbal. On en trouve rares traces en français telles que « main » dans « maintenir », mais ce type de dérivation est plutôt rare dans les langues d'Europe, mis à part peut-être le catalan.
En japhug, on trouve quelques exemples d'incorporation tels que :
- mbro « cheval », mtshi « conduire » > nɯ-mbrɤ-mtshi « conduire un/des cheval/ux »

On constate deux phénomènes. Premièrement, le nom incorporé subit une laternance vocalique (état construit). Deuxièmement, un préfixe dérivationnel qui peut être nɯ-, nɤ- ou ɣɯ- selon les verbes est préfixé. Il s'agit d'un cas d'incorporation à marquage excessivement lourd.

### Système d'accord

#### Transitivité
En japhug, contrairement à des langues comme le français, la transitivité des verbes est marquée de façon très claire et redondante. Les verbes intransitifs et transitifs se conjuguent différemment, et on trouve plusieurs marques redondantes de transitivité:
- Le suffixe -t à l'aoriste (qui n'apparaît qu'avec les verbes transitifs à syllabe ouverte à la première et à la seconde personne du singulier).
- Le préfixe a- à l'aoriste lorsque les deux arguments sont à la troisième personne et qu'on ne trouve pas de préfixe inverse (voir ci-dessous).
- L'alternance de thème des verbes dont le radical est à syllabe ouverte.

Les formes nominalisées des verbes transitifs et intransitifs sont également différentes.

#### Verbes intransitifs
La personne est marquée sur les verbes intransitifs essentiellement par des suffixes qui ressemblent fortement aux préfixes possessifs (voir plus haut). Le seul préfixe est celui de deuxième personne tɯ- qui lui n'a en revanche pas d'équivalent parmi les préfixes possessif. Ce préfixe de seconde personne pourrait être apparenté à ceux de langues de la famille kiranti du sino-tibétain telles que le chamling ou le bantawa.
Voici le paradigme du verbe aller ɕe « aller » au nom-passé :
| personne | verbe « aller » | préfixe possessif | pronom |
| -------- | --------------- | ----------------- | ------ |
| 1sg      | ɕe-a            | a-                | aʑo    |
| 1du      | ɕe-tɕi          | tɕi-              | tɕiʑo  |
| 1pl      | ɕe-j            | ji-               | iʑo    |
| 2sg      | tɯ-ɕe           | nɤ-               | nɤʑo   |
| 2du      | tɯ-ɕe-ndʑi      | ndʑi-             | ndʑiʑo |
| 2pl      | tɯ-ɕe-nɯ        | nɯ-               | nɯʑo   |
| 3sg      | ɕe              | ɯ-                | ɯʑo    |
| 3du      | ɕe-ndʑi         | ndʑi-             | ʑɤni   |
| 3pl      | ɕe-nɯ           | nɯ-               | ʑara   |

#### Verbes transitifs
Comme les autres langues rgyalrong, le japhug a un système d'accord biactanciel basé sur l'inversion, selon le même principe que les langues algonquiennes.
Voici le paradigme au non-passé du verbe mto « voir », tiré de Jacques (2004:521, 2008); les colonnes indiquent le patient, et le lignes l'agent. Ainsi, la forme kɯ-mto-a-ndʑi par exemple signifie « vous deux me voyez » 2du > 1sg (la personne à gauche du symbole > est l'agent, et celle à droit le patient).
Le préfixe wɣ- ou ɣɯ- (il a deux allomorphes) est un marqueur dit inverse (c'est l'un des rares affixes à attirer l'accent). Pour comprendre le fonctionnement de ce type de système, il faut se référer à la hiérarchie d'agentivité ou d'empathie de Silverstein (1976)[Quoi ?]. Selon cette hiérarchie, les participants au discours (première et seconde personne) sont plus élevés que les non-participants (troisième personne), et parmi les troisièmes personnes les humains sont plus élevés que les animaux (animés non-humains), eux-mêmes plus élevés que les inanimés :
- 1/2 > humain > animal > inanimé

L'ordre de la première et de la seconde personne varie selon les langues. Dans beaucoup de langues algonquiennes, c'est la seconde personne qui est plus élevée, mais dans les langues rgyalrong, surtout en rgyalrong de l'est, c'est la première qui l'est.
Si l'on consulte le tableau ci-dessous, on remarque que les formes dans lesquelles l'agent est plus bas que le patient dans la hiérarchie sont toutes pourvues du préfixe inverse :
- 3 > 1 ɣɯ-mto-a
- 3 > 2 tɯ́-wɣ-mto

En revanche, celles où l'agent est plus élevé, dites directes, n'ont jamais le préfixe inverse (ces formes ont par ailleurs une alternance particulière dans le radical verbal) :
- 1 > 3 mtám-a
- 2 > 3 tɯ-mtɤm

Lorsque les deux arguments du verbe sont à la troisième personne, un choix est possible entre les formes directes mtɤm, mto-ndʑi, mto-nɯ et les formes inverses ɣɯ-mto, ɣɯ-mto-ndʑi et ɣɯ-mto-nɯ. Les formes inverses sont obligatoire si un inanimé agit sur un animé, mais elles ne le sont pas absolument par exemple si un animal agit sur un humain. Les formes directes s'accordent en nombre avec l'agent, tandis que les formes inverses s'accordent avec le patient.
L'usage de l'inverse est un point très délicat de la grammaire du japhug, en particulier lorsque les deux arguments du verbe sont des humains, auquel cas le choix entre inverse et direct est déterminé par des critères pragmatiques (Jacques 2009).
| 1sg           | 1du        | 1pl      | 2sg       | 2du           | 2pl          | 3sg               | 3du           | 3pl         |     |
| ------------- | ---------- | -------- | --------- | ------------- | ------------ | ----------------- | ------------- | ----------- | --- |
|               |            |          | ta-mto    | ta-mto-ndʑi   | ta-mto-nɯ    | mtám-a            | mtám-a-ndʑi   | mtám-a-nɯ   | 1sg |
|               |            |          | =         | =             | =            | mto-tɕi           | =             | =           | 1du |
|               |            |          | =         | =             | =            | mto-i             | =             | =           | 1pl |
| kɯ-mto-a      | kɯ-mto-tɕi | kɯ-mto-i |           |               |              | tɯ-mtɤm           | =             | =           | 2sg |
| kɯ-mto-a-ndʑi | =          | =        |           |               |              | tɯ-mto-ndʑi       | =             | =           | 2du |
| kɯ-mto-a-nɯ   | =          | =        |           |               |              | tɯ-mto-nɯ         | =             | =           | 2pl |
| ɣɯ-mto-a      | ɣɯ-mto-tɕi | ɣɯ-mto-i | tɯ́-wɣ-mto | tɯ́-wɣ-mto-tɕi | tɯ́-wɣ-mto-nɯ | mtɤm / ɣɯ-mto     | (ɣɯ-mto-ndʑi) | (ɣɯ-mto-nɯ) | 3sg |
| ɣɯ-mto-a-ndʑi | =          | =        | =         | =             | =            | mto-ndʑi / ɣɯ-mto | =             | =           | 3du |
| ɣɯ-mto-a-nɯ   | =          | =        | =         | =             | =            | mto-nɯ / ɣɯ-mto   | =             | =           | 3pl |

### Verbes irréguliers
La morphologie du verbe japhug est beaucoup plus régulière que celle du zbu ou même du tshobdun, qui comportent des centaines de verbes irréguliers.
Les verbes irréguliers les plus notables sont ɕe « aller », ɣi « venir », ti « dire », dont les thèmes de l'aoriste sont respectivement ari, ɣe et tɯt, le verbe sɯs « savoir », dont la forme au générique négatif est mɤ-xsi, et les verbes ɣɤʑu « avoir » et maŋe « ne pas avoir », où la seconde personne est infixée : ɣɤtɤʑu et mataŋe .